# Olaf Marschall
Olaf Marschall (Torgau, 19 marzo 1966) è un ex calciatore tedesco, di ruolo centravanti.
Fu nazionale tedesco orientale e della Germania riunificata.

## Carriera

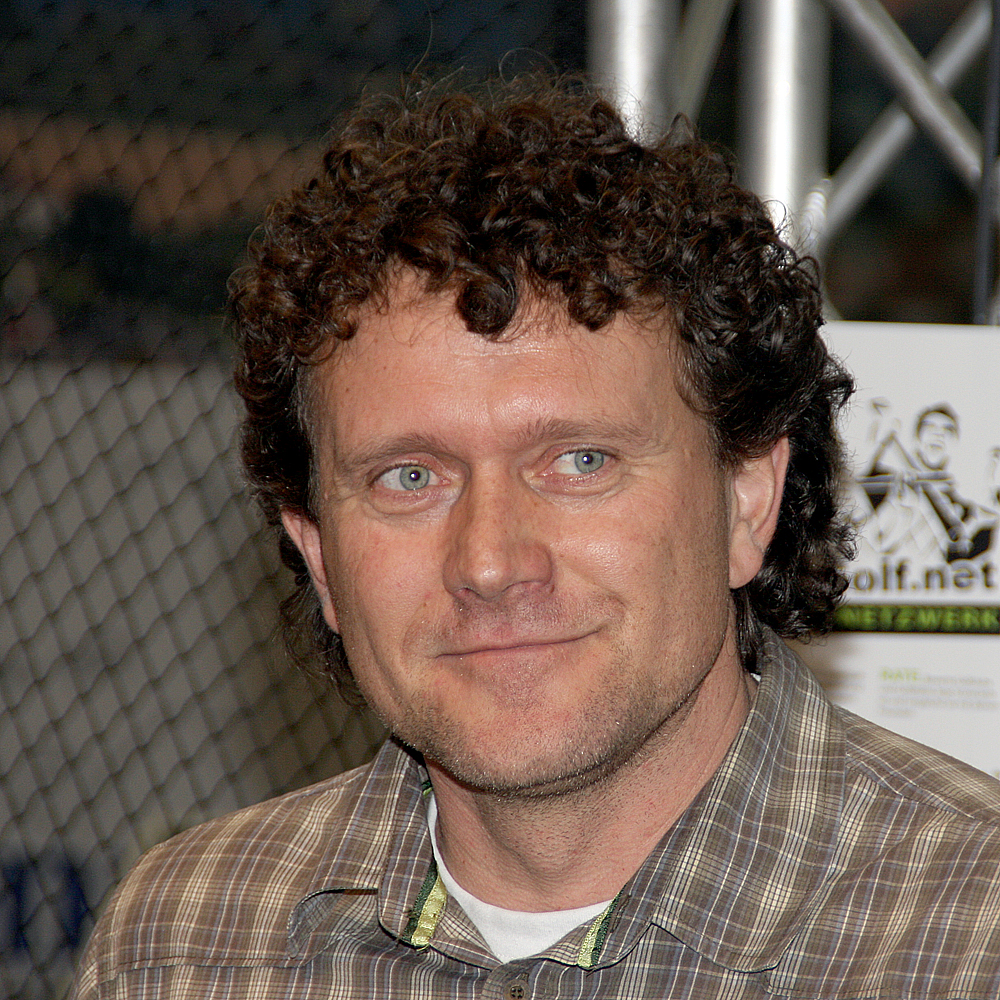
Marschall nel 2009

Attaccante, venne prelevato dalla Lokomotive Lipsia dalla squadra del suo paese il BSG Chemie Torgau. Nella Lokomotive salì subito alla ribalta, diventando uno dei più prolifici attaccanti del campionato grazie al suo potente tiro e al preciso colpo di testa; poteva giocare con eguale efficacia sia come punta che come centrocampista offensivo. Con la squadra sassone partecipò alla finale di Coppa delle Coppe 1987 persa contro l'Ajax.
Con l'avvento della riunificazione tedesca, Marschall si trasferì in Austria, all'Admira Wacker. Nel 1993 fu ceduto dalla Dinamo Dresda per aiutare a fare evitare la retrocessione alla squadra, ma dopo una sola stagione fu acquistato dal Kaiserslautern dove si affermò come uno dei migliori cannonieri del campionato, con la squadra bianco-rossa vinse la Coppa di Germania nel 1996 e la Bundesliga nel 1998. Negli ultimi anni della sua carriera, Marschall fu usato anche in difesa grazie alla sua stazza e alla sua elevazione. Si ritirò nel 2002 dopo aver segnato in tutto in Bundesliga 60 reti in 176 partite.
Nel 2006-2007 fu assistente di Rainer Hollmann all'Al-Nasr Sports Club.

## Statistiche

### Cronologia presenze e reti in nazionale
| Cronologia completa delle presenze e delle reti in nazionale ― Germania Est | Cronologia completa delle presenze e delle reti in nazionale ― Germania Est | Cronologia completa delle presenze e delle reti in nazionale ― Germania Est | Cronologia completa delle presenze e delle reti in nazionale ― Germania Est | Cronologia completa delle presenze e delle reti in nazionale ― Germania Est | Cronologia completa delle presenze e delle reti in nazionale ― Germania Est | Cronologia completa delle presenze e delle reti in nazionale ― Germania Est | Cronologia completa delle presenze e delle reti in nazionale ― Germania Est |
| Data                                                                        | Città                                                                       | In casa                                                                     | Risultato                                                                   | Ospiti                                                                      | Competizione                                                                | Reti                                                                        | Note                                                                        |
| --------------------------------------------------------------------------- | --------------------------------------------------------------------------- | --------------------------------------------------------------------------- | --------------------------------------------------------------------------- | --------------------------------------------------------------------------- | --------------------------------------------------------------------------- | --------------------------------------------------------------------------- | --------------------------------------------------------------------------- |
| 6-2-1985                                                                    | Santiago de Guayaquil                                                       | Ecuador                                                                     | 2 – 3                                                                       | Germania Est                                                                | Amichevole                                                                  | -                                                                           | 64’                                                                         |
| 25-3-1987                                                                   | Istanbul                                                                    | Turchia                                                                     | 2 – 0                                                                       | Germania Est                                                                | Amichevole                                                                  | -                                                                           | 53’                                                                         |
| 13-2-1989                                                                   | Il Cairo                                                                    | Egitto                                                                      | 0 – 4                                                                       | Germania Est                                                                | Amichevole                                                                  | -                                                                           | 60’                                                                         |
| 8-3-1989                                                                    | Amarousio                                                                   | Grecia                                                                      | 3 – 2                                                                       | Germania Est                                                                | Amichevole                                                                  | -                                                                           | 66’                                                                         |
| Totale                                                                      |                                                                             | Presenze                                                                    | 4                                                                           |                                                                             | Reti                                                                        | 0                                                                           |                                                                             |

| Cronologia completa delle presenze e delle reti in nazionale ― Germania | Cronologia completa delle presenze e delle reti in nazionale ― Germania | Cronologia completa delle presenze e delle reti in nazionale ― Germania | Cronologia completa delle presenze e delle reti in nazionale ― Germania | Cronologia completa delle presenze e delle reti in nazionale ― Germania | Cronologia completa delle presenze e delle reti in nazionale ― Germania | Cronologia completa delle presenze e delle reti in nazionale ― Germania | Cronologia completa delle presenze e delle reti in nazionale ― Germania |
| Data                                                                    | Città                                                                   | In casa                                                                 | Risultato                                                               | Ospiti                                                                  | Competizione                                                            | Reti                                                                    | Note                                                                    |
| ----------------------------------------------------------------------- | ----------------------------------------------------------------------- | ----------------------------------------------------------------------- | ----------------------------------------------------------------------- | ----------------------------------------------------------------------- | ----------------------------------------------------------------------- | ----------------------------------------------------------------------- | ----------------------------------------------------------------------- |
| 12-10-1994                                                              | Budapest                                                                | Ungheria                                                                | 0 – 0                                                                   | Germania                                                                | Amichevole                                                              | -                                                                       | 85’                                                                     |
| 11-10-1997                                                              | Hannover                                                                | Germania                                                                | 4 – 3                                                                   | Albania                                                                 | Qual. Mondiali 1998                                                     | 1                                                                       | 72’                                                                     |
| 15-11-1997                                                              | Düsseldorf                                                              | Germania                                                                | 3 – 0                                                                   | Sudafrica                                                               | Amichevole                                                              | -                                                                       | 46’                                                                     |
| 22-2-1998                                                               | Riad                                                                    | Arabia Saudita                                                          | 0 – 3                                                                   | Germania                                                                | Amichevole                                                              | 1                                                                       | 46’                                                                     |
| 27-5-1998                                                               | Helsinki                                                                | Finlandia                                                               | 0 – 0                                                                   | Germania                                                                | Amichevole                                                              | -                                                                       | 46’                                                                     |
| 30-5-1998                                                               | Francoforte                                                             | Germania                                                                | 3 – 1                                                                   | Colombia                                                                | Amichevole                                                              | -                                                                       | 71’                                                                     |
| 5-6-1998                                                                | Mannheim                                                                | Germania                                                                | 7 – 0                                                                   | Lussemburgo                                                             | Amichevole                                                              | -                                                                       | 60’                                                                     |
| 4-7-1998                                                                | Lione                                                                   | Germania                                                                | 0 – 3                                                                   | Croazia                                                                 | Mondiali 1998 - Quarti di finale                                        | -                                                                       | 79’                                                                     |
| 2-9-1998                                                                | Ta' Qali                                                                | Malta                                                                   | 1 – 2                                                                   | Germania                                                                | Amichevole                                                              | -                                                                       | 46’                                                                     |
| 18-11-1998                                                              | Gelsenkirchen                                                           | Germania                                                                | 1 – 1                                                                   | Paesi Bassi                                                             | Amichevole                                                              | 1                                                                       | 21’                                                                     |
| 6-2-1999                                                                | Jacksonville                                                            | Stati Uniti                                                             | 3 – 0                                                                   | Germania                                                                | Amichevole                                                              | -                                                                       |                                                                         |
| 24-7-1999                                                               | Guadalajara                                                             | Brasile                                                                 | 4 – 0                                                                   | Germania                                                                | Conf. Cup 1999 - 1º turno                                               | -                                                                       | 71’                                                                     |
| 28-7-1999                                                               | Guadalajara                                                             | Germania                                                                | 2 – 0                                                                   | Nuova Zelanda                                                           | Conf. Cup 1999 - 1º turno                                               | -                                                                       | 19’ 64’                                                                 |
| Totale                                                                  |                                                                         | Presenze                                                                | 13                                                                      |                                                                         | Reti                                                                    | 3                                                                       |                                                                         |

## Palmarès
- Coppa della Germania Est: 2

Lokomotiv Lipsia: 1986, 1987
- Pestabola Merdeka: 1

Admira Wacker: 1991
- Coppa di Germania: 1

Kaiserslautern: 1995-1996
- Campionato tedesco: 1

Kaiserslautern: 1997-1998